# Ivan Meštrović
Ivan Meštrović (langhr[ǐʋan mɛ̂ʃtrɔʋit͡ɕ] ⓘ; n. 15 august 1883, Vrpolje, Țările Coroanei Sfântului Ștefan, Austro-Ungaria – d. 16 ianuarie 1962, South Bend, Indiana, SUA) a fost un renumit sculptor, arhitect și scriitor croat. 
Este autor, printre altele, al statuii ecvestre ce-l reprezenta pe regele Carol I al românilor, ridicată în 1939 la București, dar care a fost distrusă în timpul regimului comunist (actualmente înlocuită de o copie infidelă realizată de Florin Codre), al statuii ecvestre a regelui Ferdinand I, de asemenea distrusă în perioada comunistă, dar și statuii lui Ion I.C. Brătianu din București.

Statuia originală a regelui Carol I, amplasată în fața Palatului Fundației Universitare „Carol I” din București, 1939.

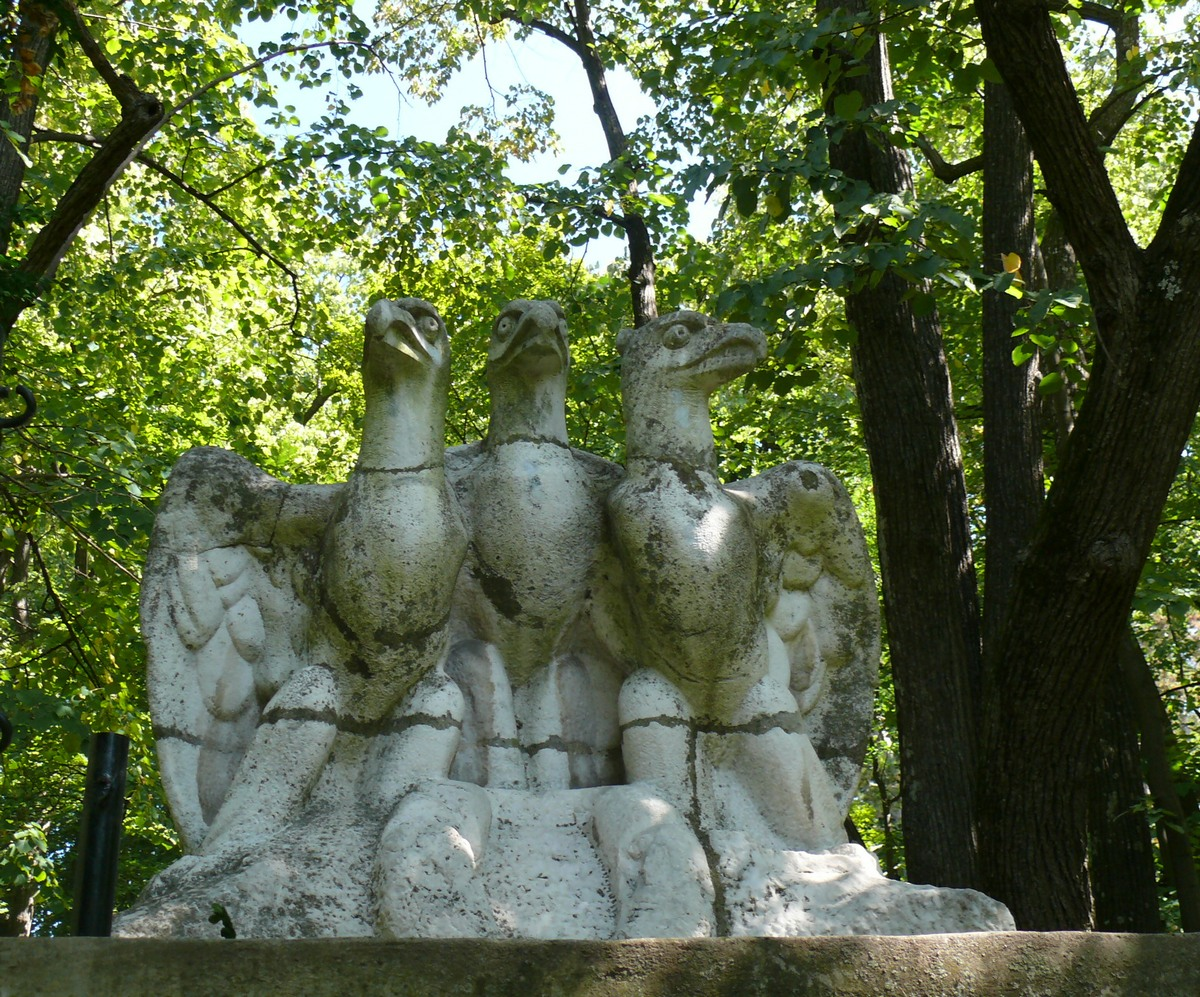
Ivan Meštrović: Grupul statuar „La Vulturi” de la Conacul Brătianu din Ștefănești